# Jarosław Klimas
Jarosław Klimas (ur. 15 grudnia 1967 w Wieluniu) – polski prawnik, administratywista, urzędnik i samorządowiec, w latach 2014–2015 wicewojewoda łódzki.

## Życiorys
W 1992 ukończył studia z zakresu administracji na Uniwersytecie Wrocławskim. W roku 2000 po studiach uzupełniających otrzymał tytuł magistra prawa. W 2011 uzyskał również licencjat z germanistyki w Kolegium Języków Obcych w Bełchatowie. Zdobył licencję pilota wycieczek turystycznych, ukończył też kurs dla egzaminatorów na prawo jazdy oraz na kandydatów na doradców do spraw przewozu materiałów niebezpiecznych. W październiku 2014 rozpoczął studia doktoranckie w Zakładzie Publicznego Prawa Gospodarczego na UWr.
Pracował jako dyrektor do spraw transportu międzynarodowego i krajowego w prywatnej spółce. Od roku 1999 kieruje Wydziałem Komunikacji, Transportu i Dróg w Urzędzie Miejskim w Wieluniu. W roku 2002 po raz pierwszy wybrany do Rady Gminy Pątnów z ramienia lokalnego komitetu (w 2006 nie ubiegał się o reelekcję). Został później członkiem Prawa i Sprawiedliwości i w 2005 wystartował do Sejmu z jego listy w okręgu sieradzkim, zdobywając 1724 głosy. W 2010 ponownie wybrany do rady, w której pełnił funkcję przewodniczącego od 2010 do 2014. Został członkiem Polskiego Stronnictwa Ludowego. W 2014 uzyskał reelekcję z listy tej partii, zdobywając najwięcej głosów w gminie i pozostając na stanowisku przewodniczącego. 22 grudnia 2014 powołany na stanowisko wicewojewody łódzkiego, w związku z czym zrezygnował z mandatu radnego i został urlopowany w zakresie kierowania wydziałem. W 2015 bezskutecznie kandydował do Sejmu w okręgu sieradzkim, zdobywając 1250 głosów. Ze stanowiska wicewojewody odwołano go 10 grudnia 2015 roku, po czym powrócił do prowadzenia wydziału w wieluńskim urzędzie miejskim. W 2018 nie uzyskał reelekcji do rady gminy.
Jest żonaty, ma trójkę dzieci.